# Bazonim
Bazonim (ang. basionym) – najstarsza, ważnie opublikowana nazwa naukowa taksonu roślin, a także grzybów i protistów roślinopodobnych oraz sinic, która ze względu na zmiany w systematyce (wprowadzeniu nowej kombinacji lub zmiany rangi) przestała być nazwą aktualną, ale która stanowi podstawę nowej ważnej nazwy taksonu. Bazonim determinuje ostateczny epitet (nazwę gatunkową), nazwę lub rdzeń nowej kombinacji (combinatio nova) lub nazwy w nowej randze (status novus). Bazonim sam nie ma bazonimu. Gdy aktualna nazwa posiada bazonim, autor lub autorzy bazonimu umieszczani są w nawiasach na początku cytowania autora.

## Przykład
Świerk pospolity został po raz pierwszy opisany w XVIII w. przez Karola Linneusza, który uznał go za gatunek sosny i opisał pod nazwą Pinus abies (pełna nazwa wraz z cytatem autora to Pinus abies L.). W  XIX wieku niemiecki botanik Gustav Karl Wilhelm Hermann Karsten zdecydował, że ta roślina nie powinna być grupowana w tym samym rodzaju co sosny (Pinus) i przeniósł ją do rodzaju świerki (Picea). Nowa nazwa (nowa kombinacja, combinatio nova) tej rośliny od czasu publikacji w 1881 r. to Picea abies, a wraz z podaniem autora Picea abies (L.) Karst. Nazwa Pinus abies jest bazonimem aktualnej nazwy naukowej świerku pospolitego Picea abies.